# Strecksumpvecklare
Strecksumpvecklare, Bactra suedana är en fjärilsart som först beskrevs av Bengt Å. Bengtsson år 1989. Strecksumpvecklare ingår i släktet Bactra, och familjen vecklare, Tortricidae. Enligt den svenska rödlistan är arten nära hotad, NT, i Sverige. Arten förekommer sällsynt på Gotland, Öland i Skåne och i Sörmland. Arten är utöver i Sverige även funnen i Danmark, Lettland, Litauen och Belgien. Artens livsmiljö är kustnära fuktiga ängsmarker samt kalkkärr. Inga underarter finns listade i Catalogue of Life.